# フォード・モデルA (1927)

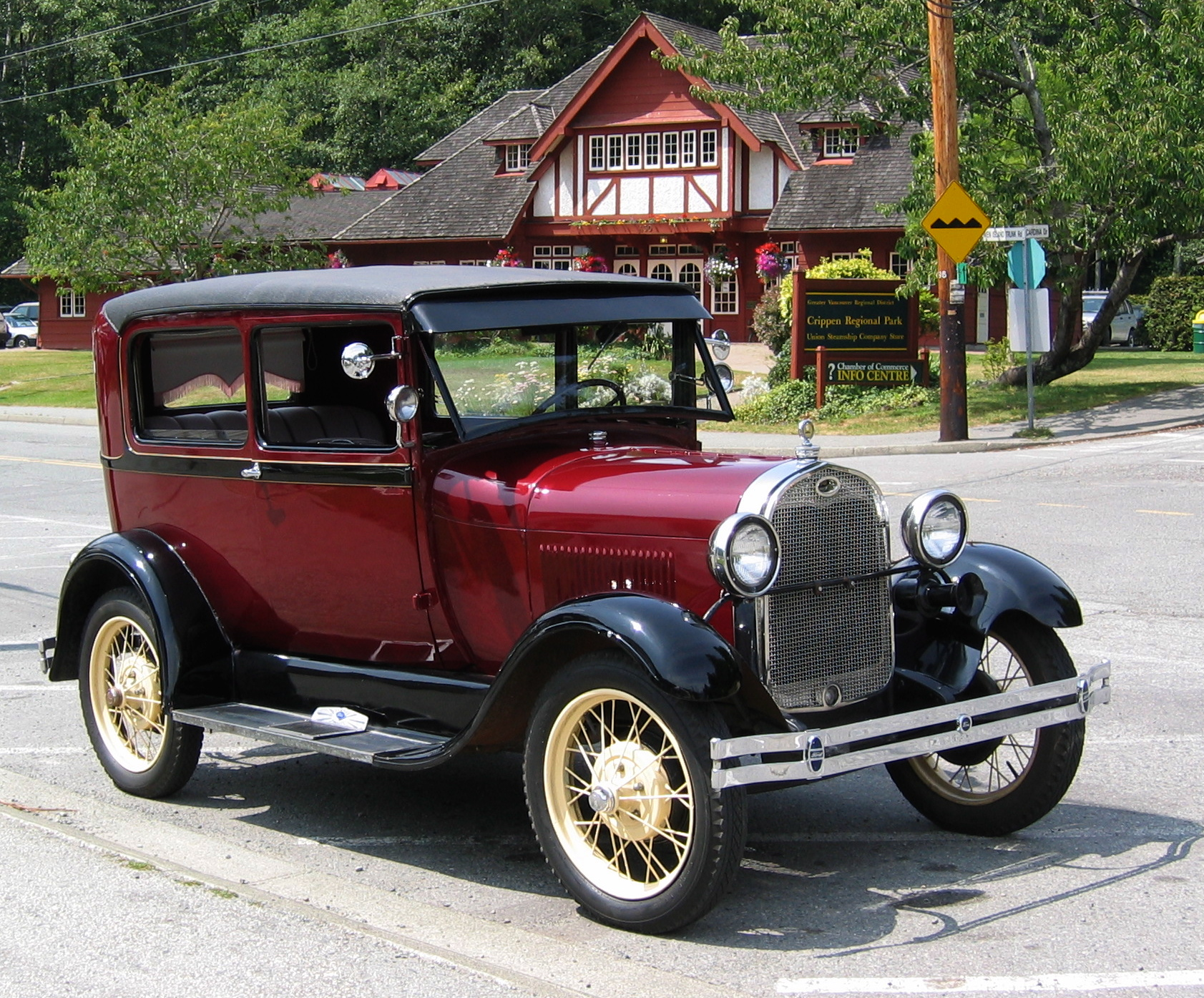
フォード・モデルA（1928年製）

フォード・モデルA（英語: Ford Model A、ホットロッダーや改造車マニアの間では、しばしば「Aモデル・フォード」や「A」、「Aボーン」とも俗称される）は、フォード・モーター・カンパニーが大成功をおさめた先代のモデルTの後に市場に投入した自動車の車種である。
18年間生産された前車種のモデルTに取って代わり、1927年10月20日に生産が開始され、発売されたのは12月2日の事だった。1928年モデルとして発売されたこの新型モデルA（1903-04年に生産されたフォード・モーター初の車種が同名を使用していた）には、4つの標準色が用意されていた。この車種はヨーロッパでも販売されたが、その後、次第にフォード・モデルYなどの現地開発の車種に取って代わられた。
1929年2月4日には100万台目、7月24日には200万台目のモデルAが販売された。500米ドル（グレー、グリーン、ブラック）の2ドア（2021年時点のドル換算で10,534ドル）から、1,200米ドル（2021年のドル換算で20,862ドル）のデュアルカウル付きのタウンカーまで、さまざまなボディスタイルの種類が存在した。 1930年3月、販売台数が300万台に達したモデルAには、9種類のボディスタイルが用意されていた。
全ボディタイプで485万8,644台が作られたモデルAは、1932年3月に生産終了した。直列4気筒エンジンを搭載したモデルBと、フォードの新型フラットヘッド（サイドバルブ）V8エンジンを搭載したモデル18が後継車種となった。

## 特徴
モデルAの価格は、ロードスターの385米ドルから、最高グレードであるタウンカーの1,400米ドルの範囲で、水冷式L型ヘッド（サイドバルブ）直列4気筒エンジンの排気量は201 cu in (3.3リッター)だった、このエンジンの最高出力は40英馬力（30kW、41仏馬力）、最高速度は約65mph（105km/h）だった。モデルAのホイールベースは103.5インチ（2,630mm）、終駆動機減速比は3.77:1であった。トランスミッションは従来型の非同期式3速スライドギアマニュアルで、後退は1速であった。モデルAは4輪に機械式ドラムブレーキを備えていた。1930年および1931年のモデルには、ステンレス製のラジエーター・カウリングとヘッドランプ・ハウジングが用意されていた。
モデルAには、クーペ（スタンダード、デラックス）、ビジネスクーペ、スポーツクーペ、ロードスタークーペ（スタンダード、デラックス）、コンバーチブルカブリオレ、コンバーチブルセダン、フェートン（スタンダード、デラックス）、2ドアセダン（スタンダード、デラックス）、タウンカー、4ドアセダン（スタンダードは5つの窓、デラックスは3つの窓）、ビクトリア、タウンセダン、ステーションワゴン、タクシー、トラック、商用車など、さまざまなボディスタイルが存在した。非常に希少だったスペシャルクーペの生産は1928年3月頃から開始され、1929年半ばに終了した。
モデルAは、従来型のクラッチペダル、ブレーキペダル、スロットル、ギアシフトなどの標準的なドライバーコントロールを採用した初のフォード車だった。それまでのフォード車は、他メーカーのドライバーにとっては珍しい操作機構を採用していたのである。 モデルAの燃料タンクはエンジンルームの防火壁とダッシュパネルの間のカウルの中に置かれており、目視可能な燃料計も存在した。燃料は重力によってキャブレターに供給された。バックミラーはオプション装備だった。寒冷地域では、カスタムパーツでエキゾーストマニホールドの上に設置する鋳鉄製のユニットを購入し、キャブレターに熱を供給する事ができ、小さなドアで、キャブレターに向かう熱量を調整する事が可能だった。モデルAはフロントガラスに安全ガラスを採用した最初の自動車である。
1932年から1936年にかけて、フォードとソ連の合弁事業として創業したGAZによってライセンス生産が行われ、第二次世界大戦初期にソ連の偵察車として使用されたFAIやBA-20装甲車のベースとなった。
フォードはアメリカ本国の他に、アルゼンチン、カナダ、デンマーク、フランス、ドイツ、イタリア、日本、イギリスの工場でモデルAを生産していた。
ヨーロッパではエンジンの大きさに応じて課税する国があり、イギリス・フォードは、より排気量の小さな2,043cc（124.7cu in）のエンジンを搭載したモデルAを製造し、28英馬力（21kW、28仏馬力）の出力を謳っていた。しかし、これはイギリスの税制上では14.9英馬力（11.1kW、15.1仏馬力）（大型エンジンの24英馬力（18kW、24仏馬力）との比較）に該当し、イギリスでは毎年、課税上の1馬力につき1ポンドという懲罰的な自動車税が課された。そのため、維持費用が高価で、新たに開拓された大衆市場での競争力に欠け、量産するには不経済であり、かと言って、高級車市場で勝負するには力不足であった。ヨーロッパで製造されたモデルAは、イギリスやドイツでは商業的成功をおさめることができず、より小型の後継モデルが求められた。

## 開発の経緯
1910年代半ばから1920年代初頭にかけて、フォード・モーターはフォード・モデルTによって自動車市場を席巻していた。しかし、1920年代半ばになると、ゼネラルモーターズを中心とする競合他社はフォードのライン生産方式による大量生産システムに追いつき、より強力なエンジンや便利な新機能、スタイリングの重視などでフォードを凌駕するようになり、その優位性は失われていった。 また、ヘンリー・フォードが不要と考えたセルモーターなどの機能も、世の認識は徐々に贅沢品から必需品へと変化していった。
フォードの営業担当者は、この脅威を認識して、ヘンリーに対応するよう勧めた。 当初、ヘンリーは抵抗していたものの、モデルTのシェアの落ち込みによって、後継モデルの必要性を認めざるを得なくなった。 この新型車の開発に着手する事に同意した彼は、機械的な部分に焦点を当て、彼が以前から強く支持していた、モデルTの生産システムにも採用された製造性考慮設計（DFM）と呼ばれる手法を採用した。最終的には成功させたものの、モデルAの開発にあたって解決しなければならない多くの問題があった。例えば、モデルTの生産システムでフォードが新たに発展させ、成功をもたらした薄板からの部品の型打ちは、耐久性の面からは最善の選択ではないと、ヘンリーは常に両義的な考えを抱いていたのである。彼はモデルAをモデルTより鍛造品の割合を増やす事に決めていたが、鍛造品のDFMの改善策は、なかなか実用化されなかった。結局、フォードの技術者たちは、モデルAの生産コストによって小売価格が押し上げられる事にならないよう、ヘンリーを説得した。
ヘンリーは、自動車のスタイリングを軽視しており、モデルAのスタイリングを息子のエドセル率いるチームに委ねた。彼は、息子の方が多くの仕事をしたにもかかわらず、自らの手柄とした。
モデルTの生産システムの硬直性が象徴するように、1920年代半ばから1930年代初めにかけて第一世代の大量生産の限界が明らかになった。それはフレキシブル生産システムの時代の到来を意味していた。

## 映画とメディア
モデルAは最もありふれた車のひとつであったため、当時のメディアにはよく登場した。今でもホビー専門店ではストックカーやホットロッドのモデルキットが販売されている。
モデルAの中でも、特に有名な個体が存在する。緑と黒の1931年型2ドアセダンであるミーン・グリーン・マシン（Mean Green Machine）は、1974年以来、北テキサス大学のフットボール部の試合や特別行事の際に登場する事が定番となっており、1980年代からは支援組織であるタロンズ（Talons）によって維持されている。1930年型のスポーツクーペランブリン・レック（The Ramblin' Wreck）は、ジョージア工科大学の学生団体の公式マスコットで、スポーツイベントや学生団体の行事の際に登場する。 日本においては慶應義塾體育會自動車部が実働状態で保存を行なっており、同部のマスコットカーとして、また早慶戦のパレード先導車などとして使われている。1929年型ロードスター・ピックアップをジョージ・バリスが改造したアラ・アートは、オークランド・ロードスター・ショーでアメリカで最も美しいロードスターに2度選ばれた後、映画やテレビに多数出演した。 1992年10月から1994年12月にかけて、エクトル・ケベードは息子のウーゴとともに、チリのプンタ・アレーナスにある自宅からミシガン州ディアボーンにあるフォード本社まで、1928年型モデルAを22,000マイル（35,406km）走らせた。行程の間、この車は、ニカラグアでのパンクやトランスミッションの修理などを除き、最低限の整備しか必要としなかった。現在はヘンリー・フォード博物館に所蔵されている。
チャーリー・ライアンのホットロッド・リンカーンは、モデルAの改造車を主題とした曲で、初のリリース以来、数度にわたってカバーされている。

## ギャラリー

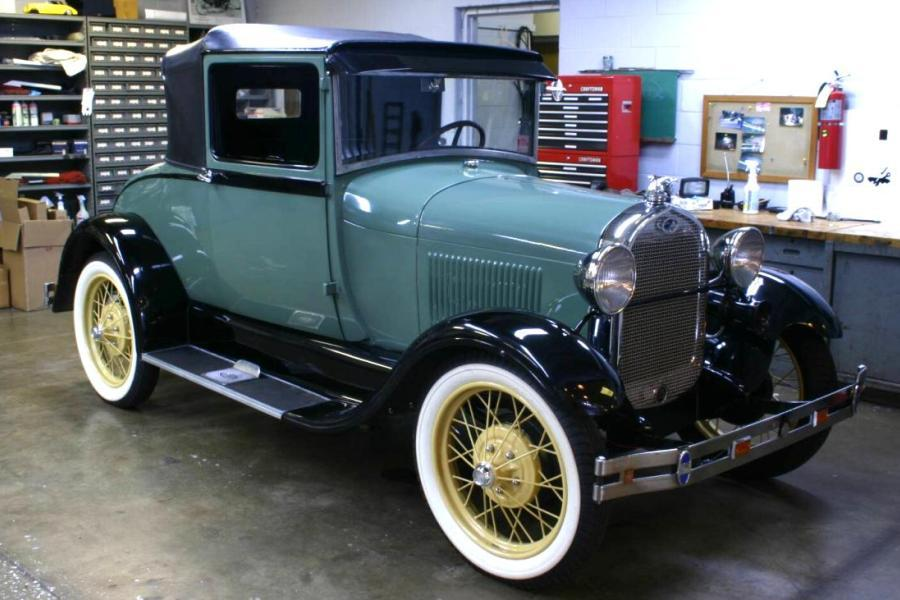
1928年 モデルA ビジネスクーペ
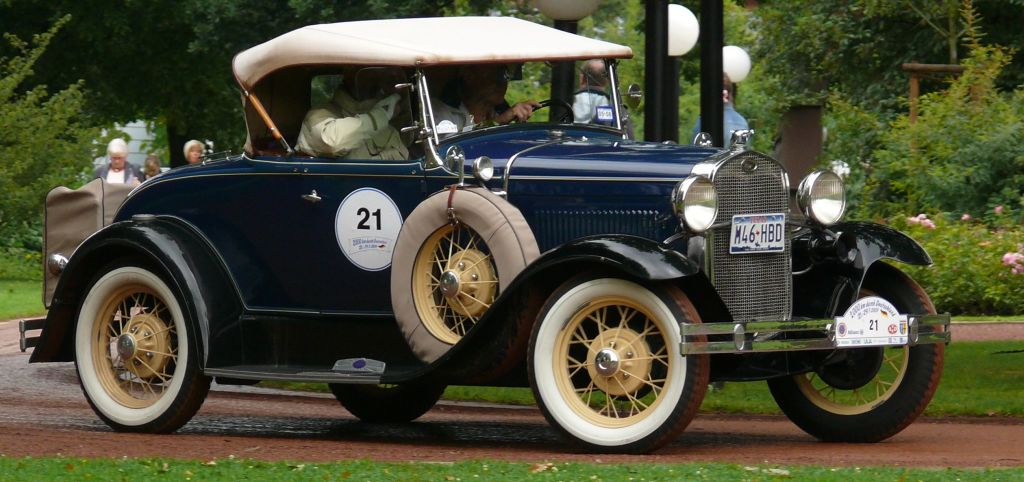
1930年 デラックスロードスター
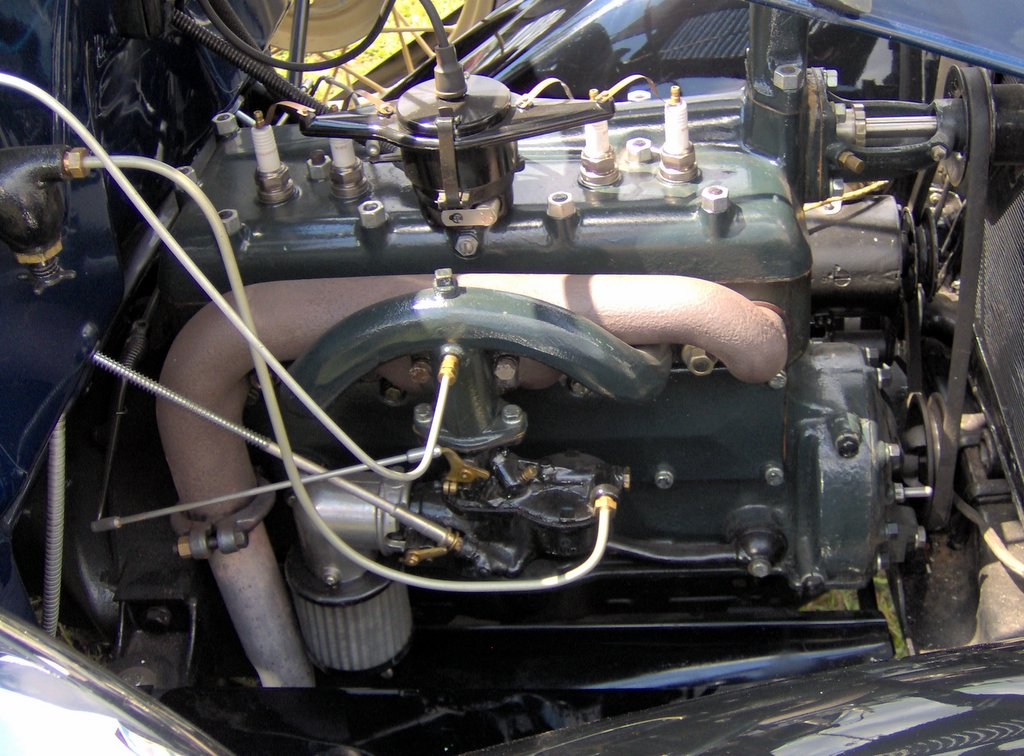
1928年 モデルAのエンジンにカスタムパーツのエアフィルターを装着した状態
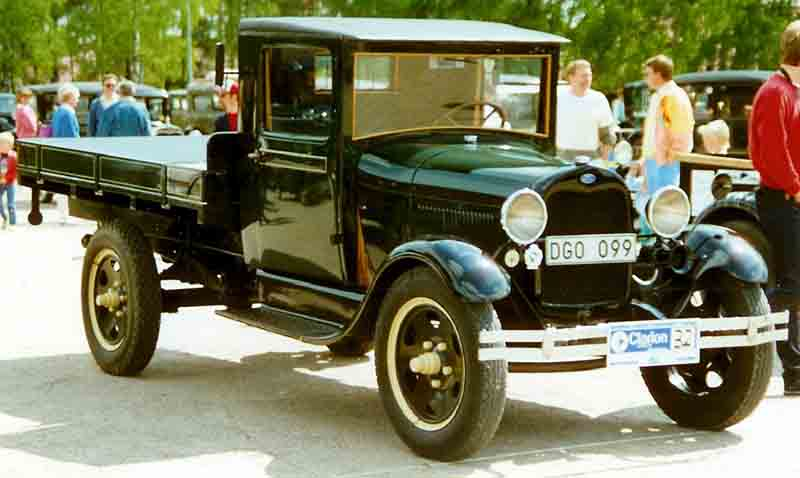
モデルAの高耐久性トラック版である1929年 モデルAA（英語版）
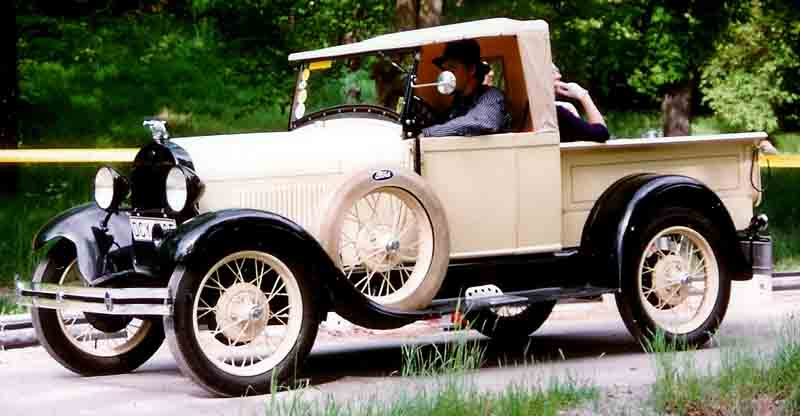
1928年 モデルA オープン・キャブ (ロードスター) ピックアップ
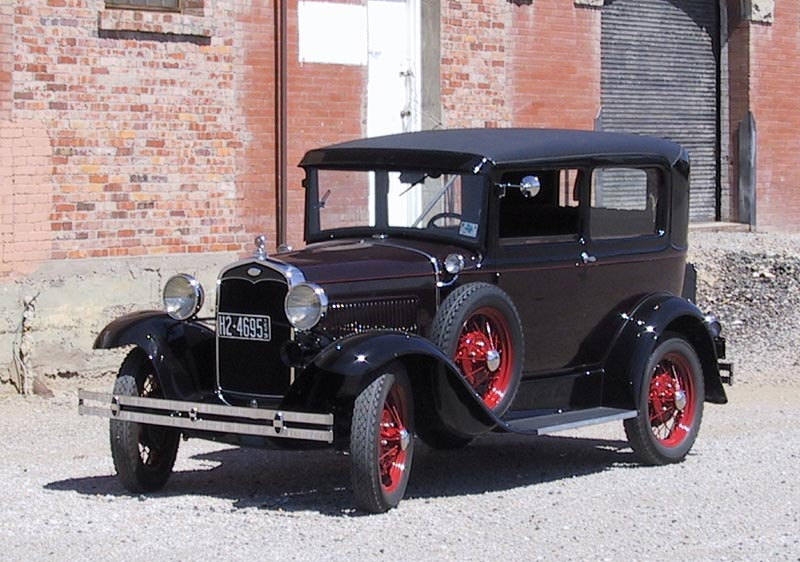
1931年 デラックス2ドア
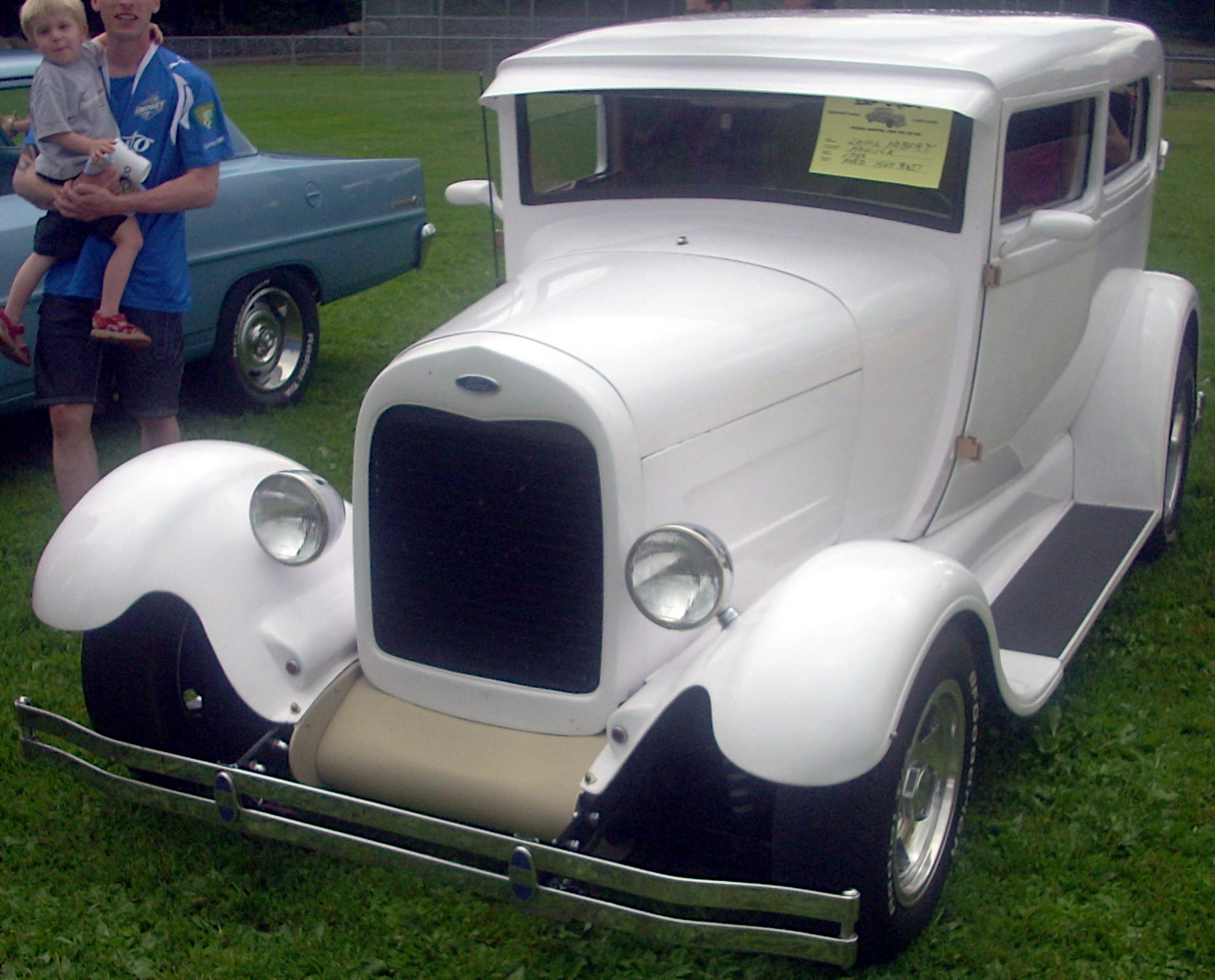
ロールパン、チョップドトップ、後期型のヘッドライトとミラーを装備した1928年 モデルAのホットロッド
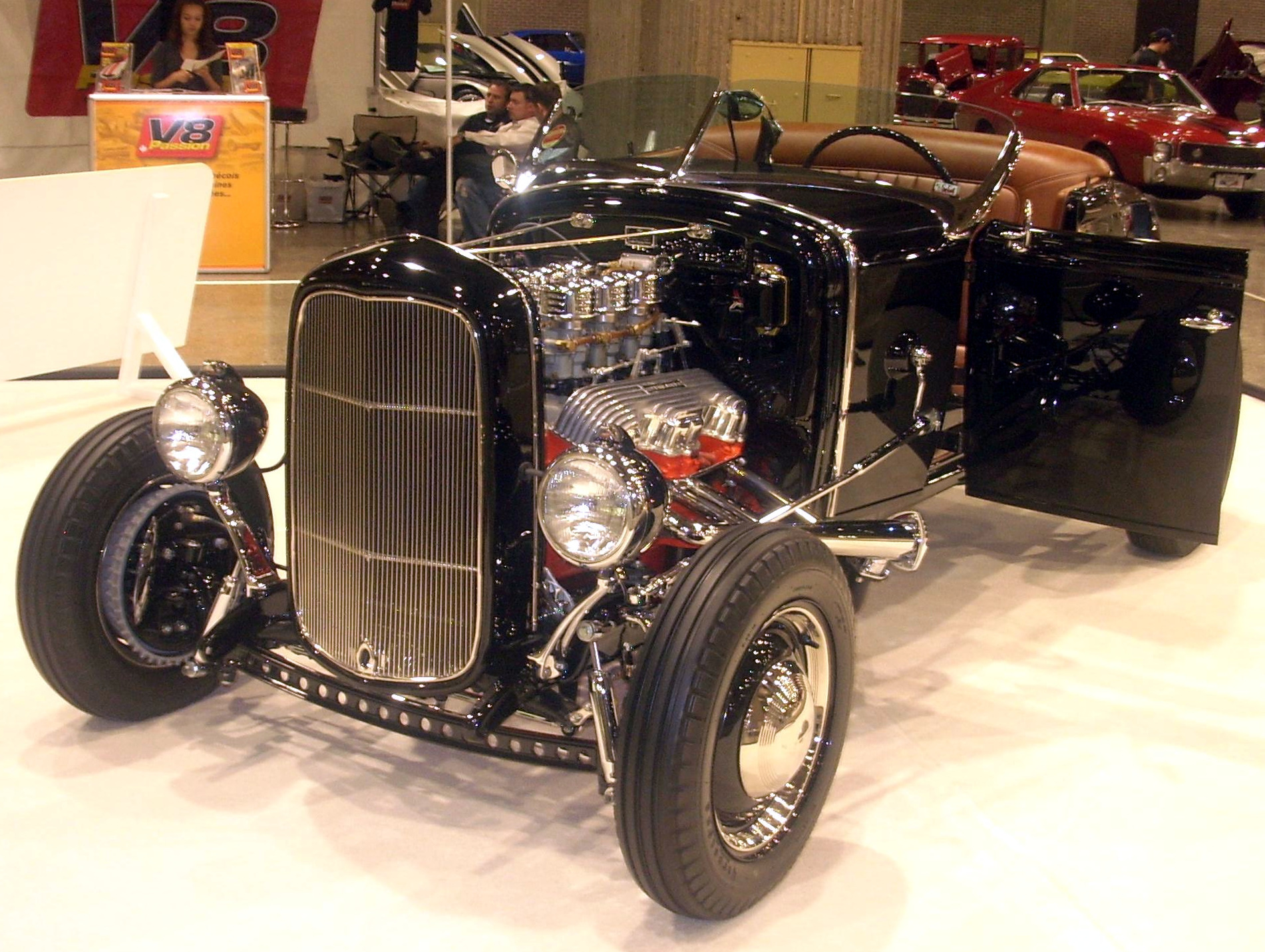
1931年 ロードスターのボディとシャーシー[要出典]にデュースグリルシェル、クロームハット付きキャブレター、ドリルドIビームドロップドフロントアクスル、フィン付きドラムブレーキ、ズーミーパイプを装着したホットロッド
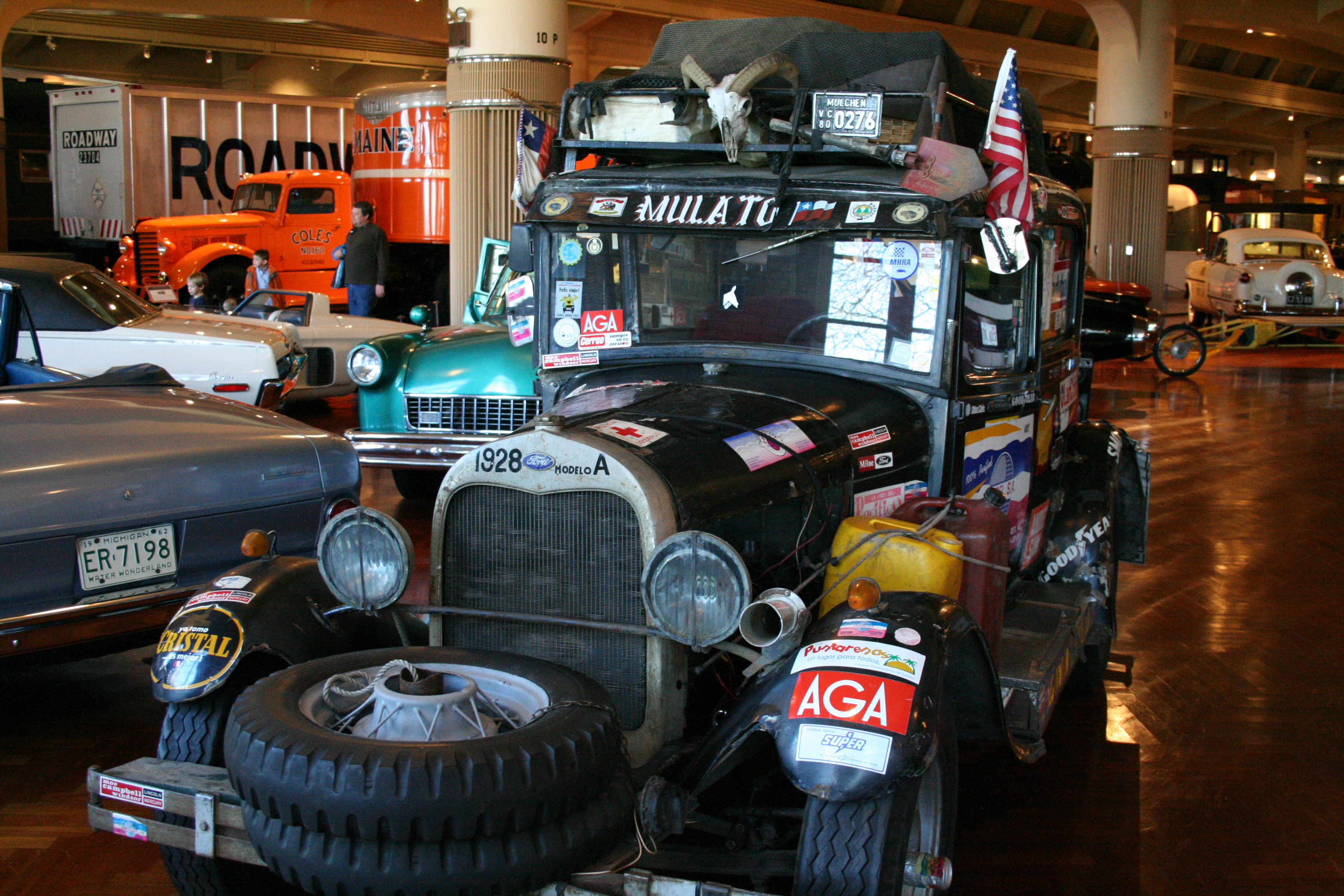
ヘンリー・フォード博物館に展示されているエクトル・ケベードの1928年 モデルA
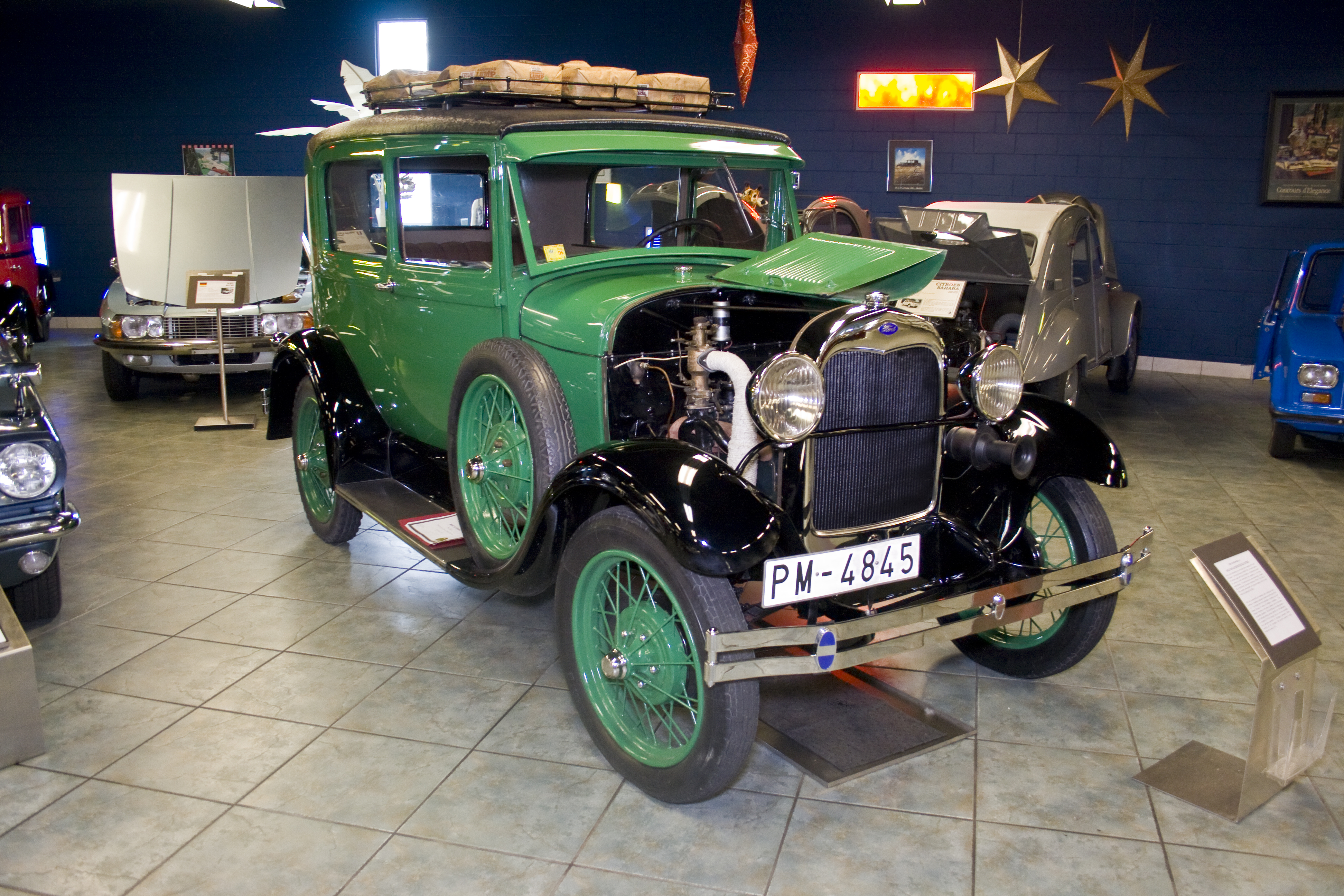
タンパベイ自動車博物館（英語版）に展示されている1929年モデルAの木炭車、この車は1939年に木材や木炭の代替燃料用に改造された。
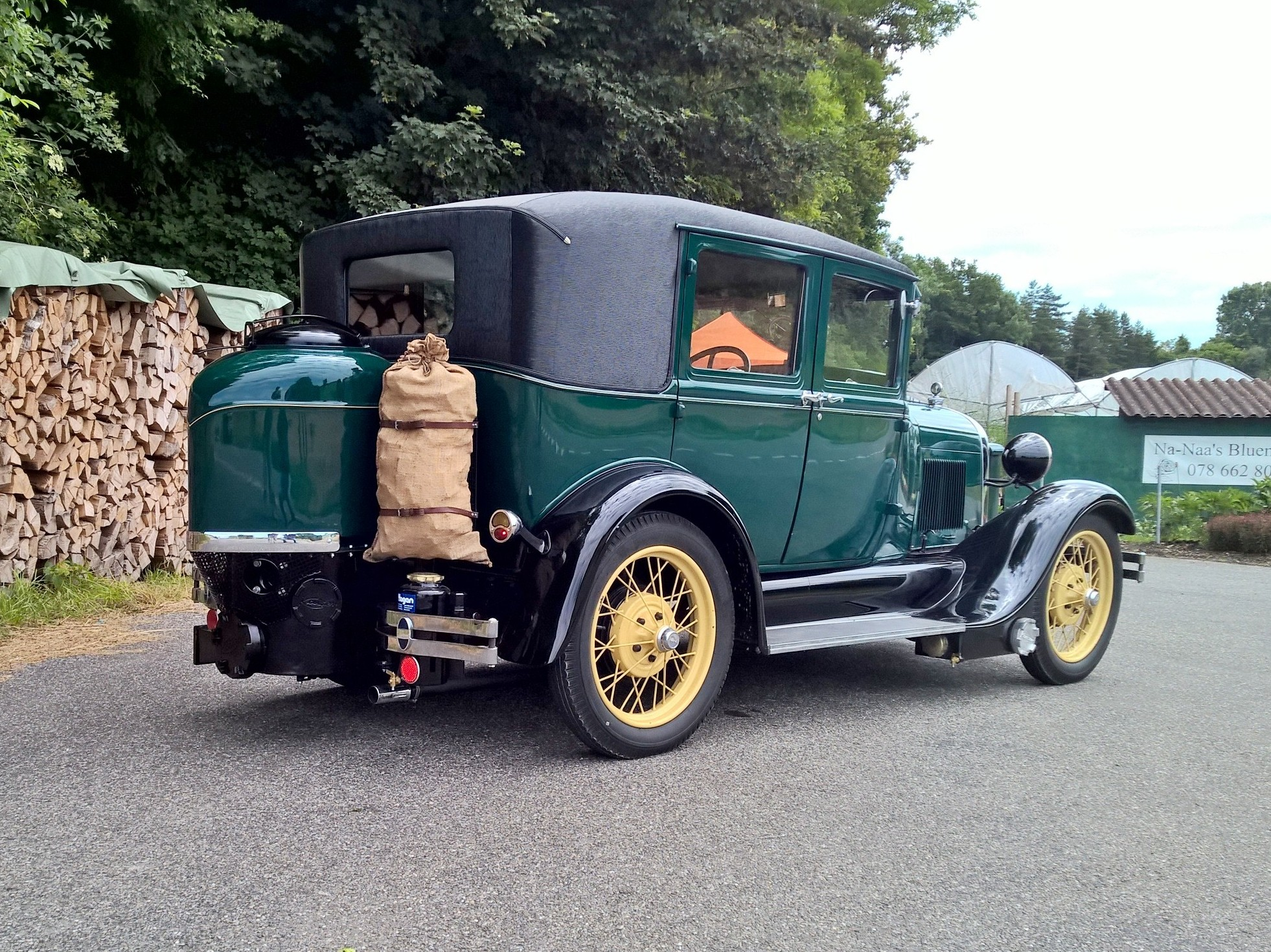
1928年 モデルA4ドアに1941年カイザーの木炭ガス発生装置を装着した状態[要出典]
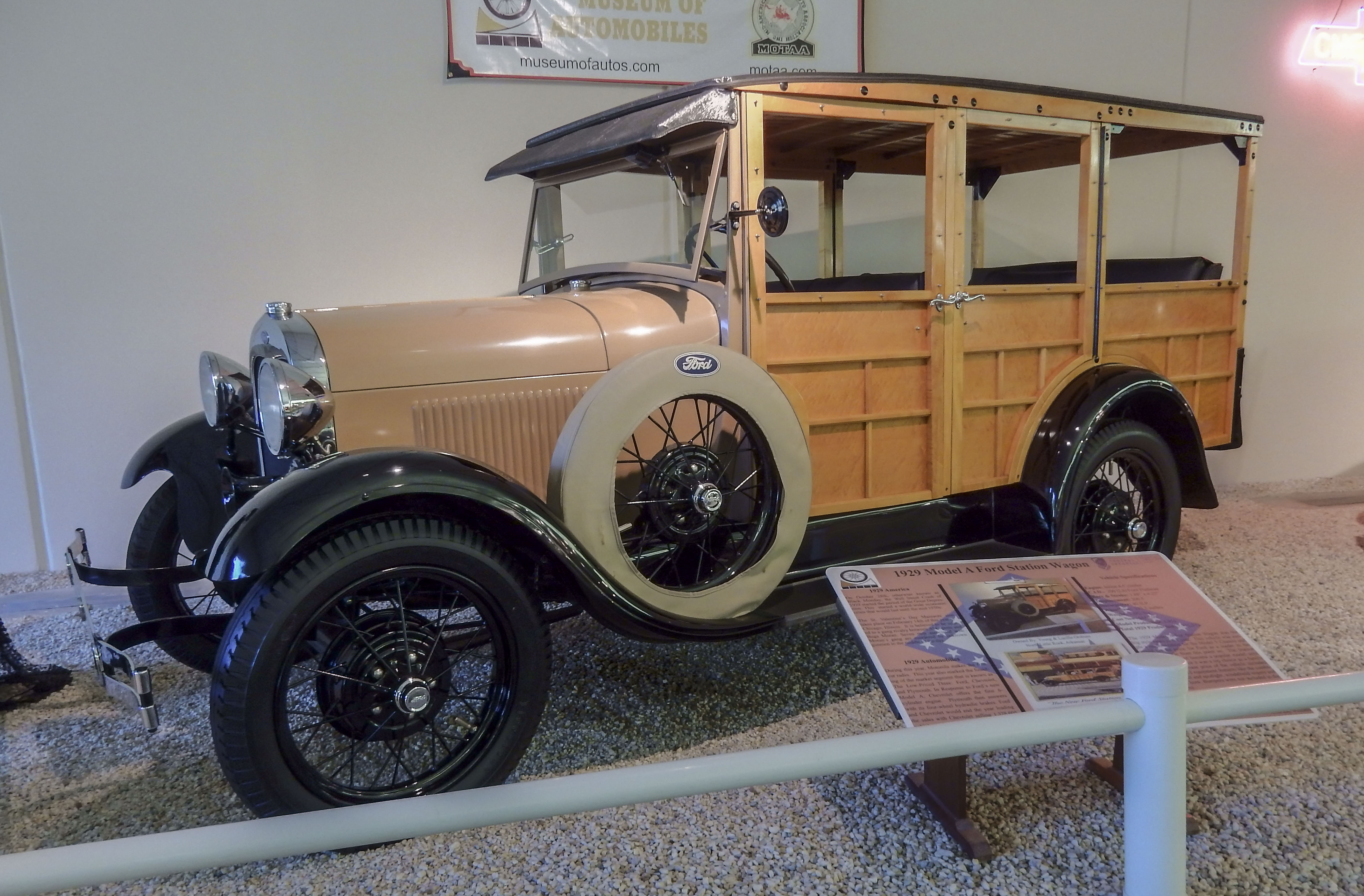
アーカンソー州の自動車博物館（英語版）に展示されている1929年 モデルA ステーションワゴン
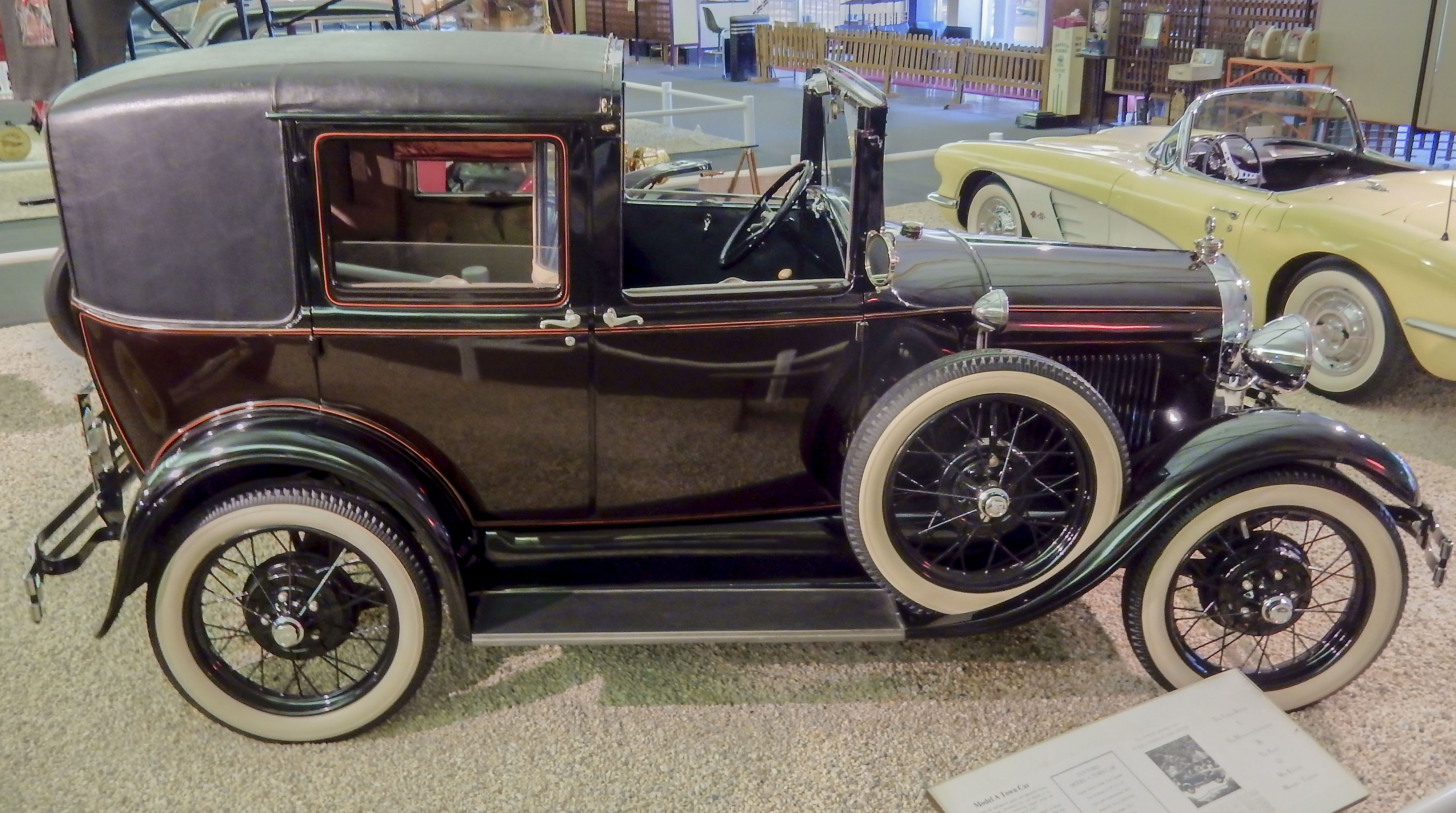
アーカンソー州の自動車博物館に展示されている1929年 タウンカー
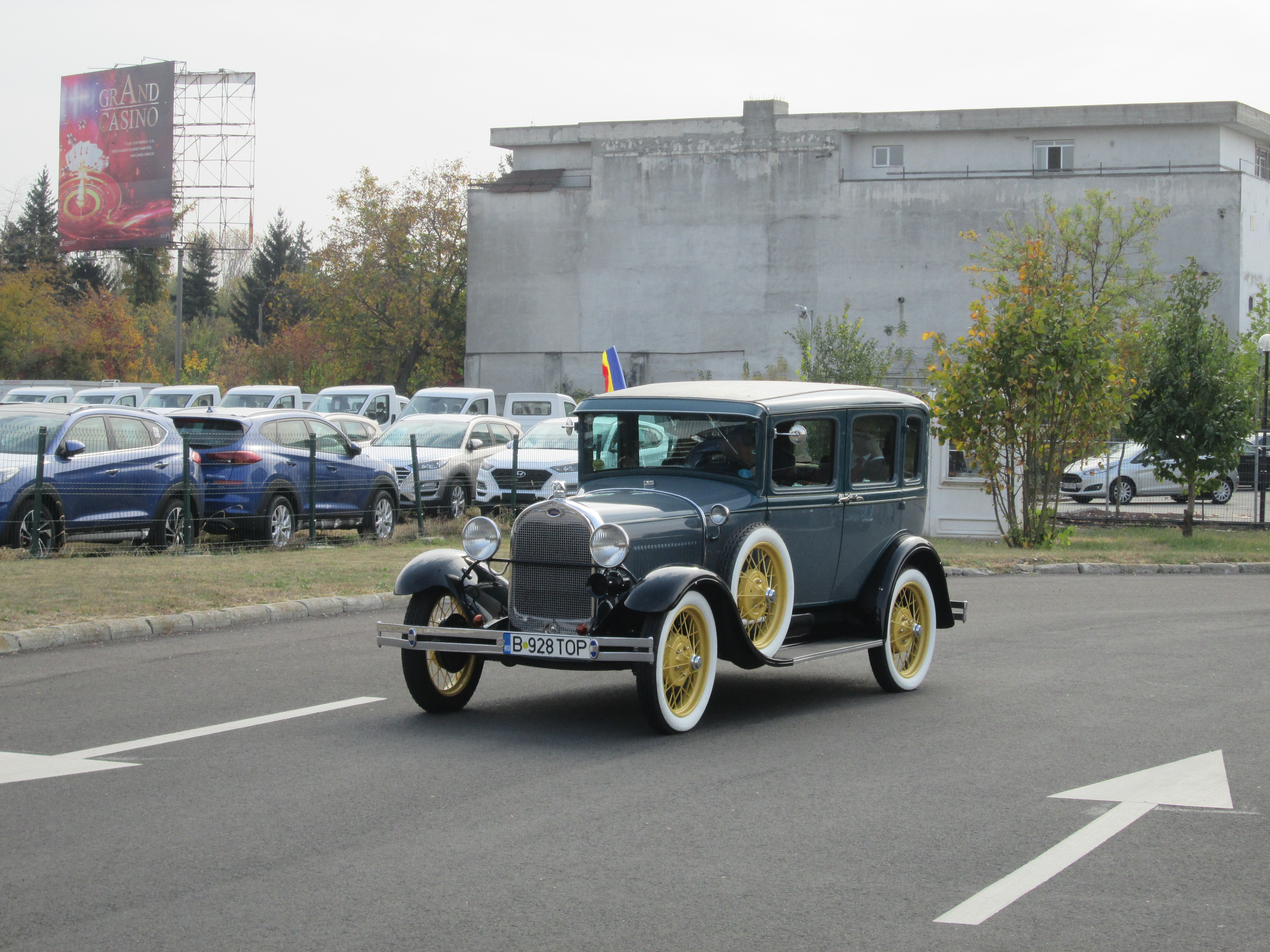
ルーマニアでの1928年 スーサイドドアセダン
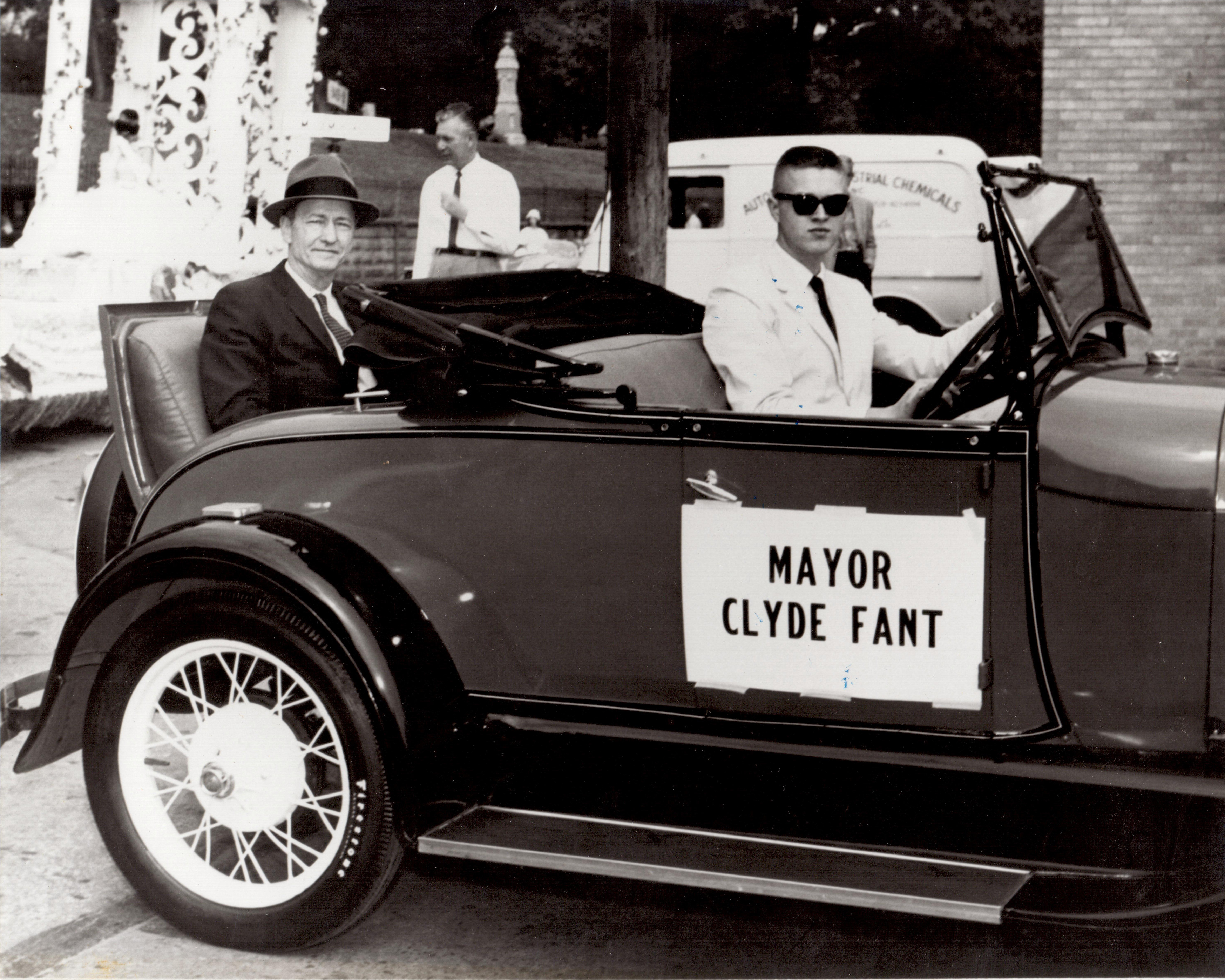
1930年 モデルAのランブル・シート（英語版）

## 関連文献
- Henry, Leslie R. (2013). How to Restore the Model A Ford. Vermont: Echo Point Books & Media, LLC. ISBN 978-1626549418